# 西岡本店
株式会社西岡本店（にしおかほんてん）は、茨城県桜川市真壁町田6-1に本社を置く酒造メーカー。創業は1782年（天明2年）。1951年（昭和26年）設立。代表銘柄は「花の井」。当主は西岡半右衛門を代々襲名。
かつて酒蔵の井戸近くにあった桜が「花の井」という銘柄の由来である。向かいには承安2年（1172年）創業の小田部鋳造があり、小田部鋳造は関東地方唯一の梵鐘製造者である。

## 歴史
- 1782年（天明2年） - 創業。近江商人である西岡家初代の西岡半右衛門が常陸国真壁郷で酒屋質蔵「近江屋」を創る。
- 1951年（昭和26年） - 設立。商号を株式会社西岡本店とする。
- 2001年（平成13年）8月28日 - 店舗、脇蔵、米蔵が登録有形文化財に登録される[1]。

## 文化財

### 登録有形文化財

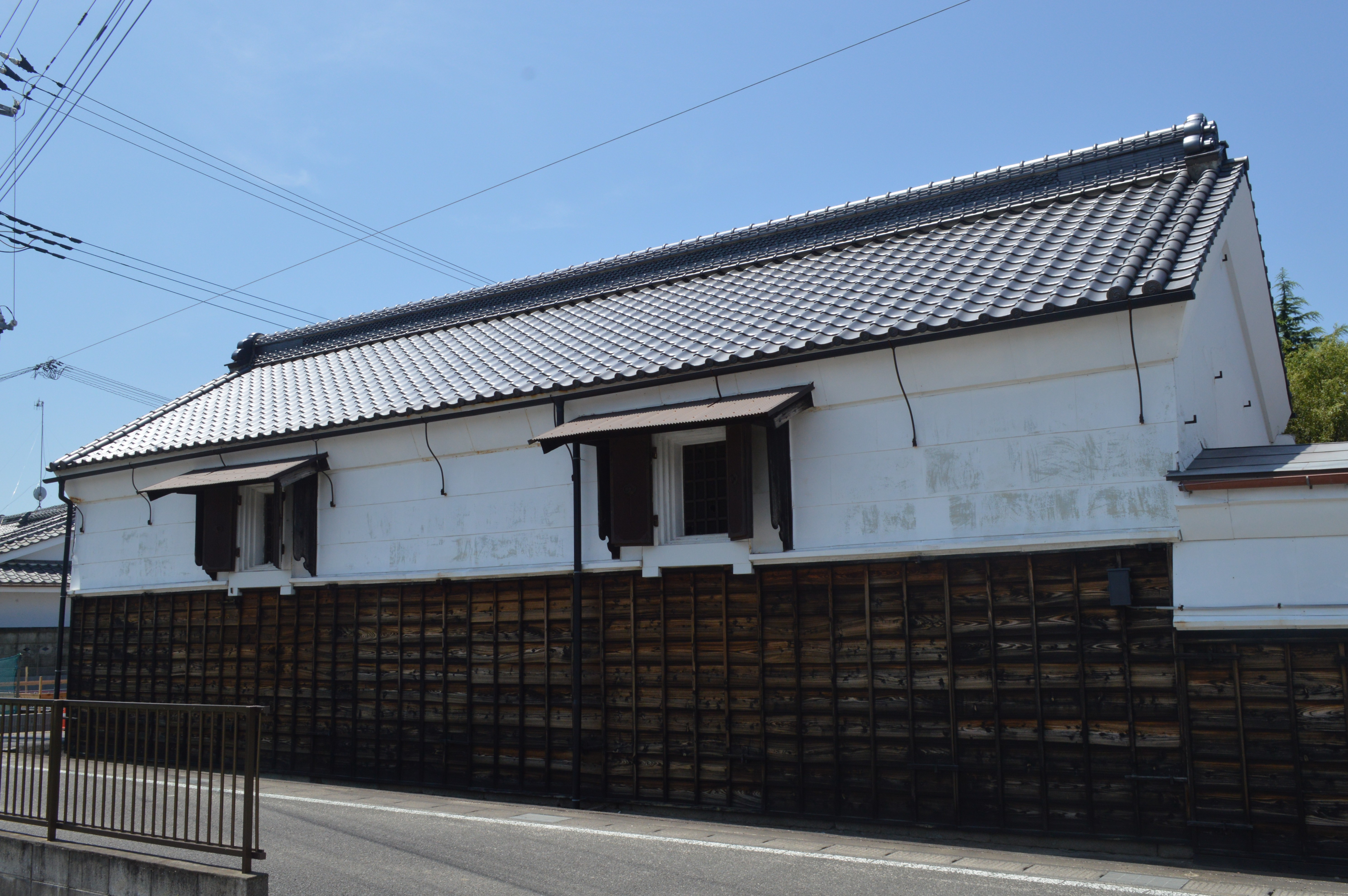
※蔵

- 西岡本店店舗 - 明治初期[1]。木造2階建一部平屋建。建築面積189m2。
- 西岡本店脇蔵 - 明治初期[1]。土蔵造2階建。建築面積50m2。
- 西岡本店米蔵 - 明治末期[1]。土蔵造平屋一部2階建。建築面積126m2。

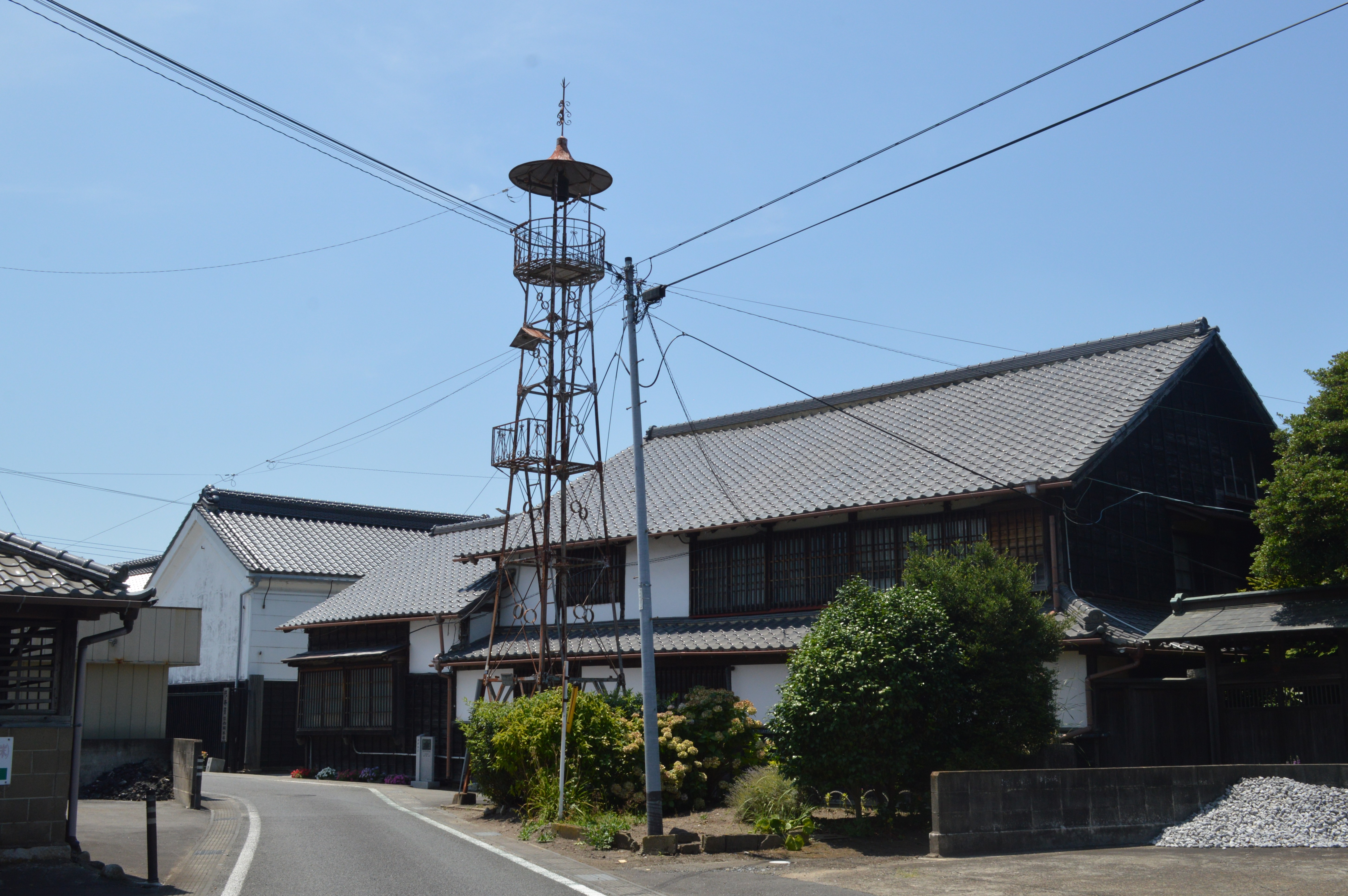
店舗

## 交通アクセス
- JR水戸線新治駅下車後車で25分